# Jagsthausen
Jagsthausen è un comune tedesco di 1 591 abitanti, situato nel land del Baden-Württemberg.
Il suo territorio è bagnato dal fiume Jagst.

## Storia
Sono presenti sul suo territorio le rovine di un forte di epoca romana appartenente al sistema difensivo del limes germanico-retico.